# Ulrich Rützel

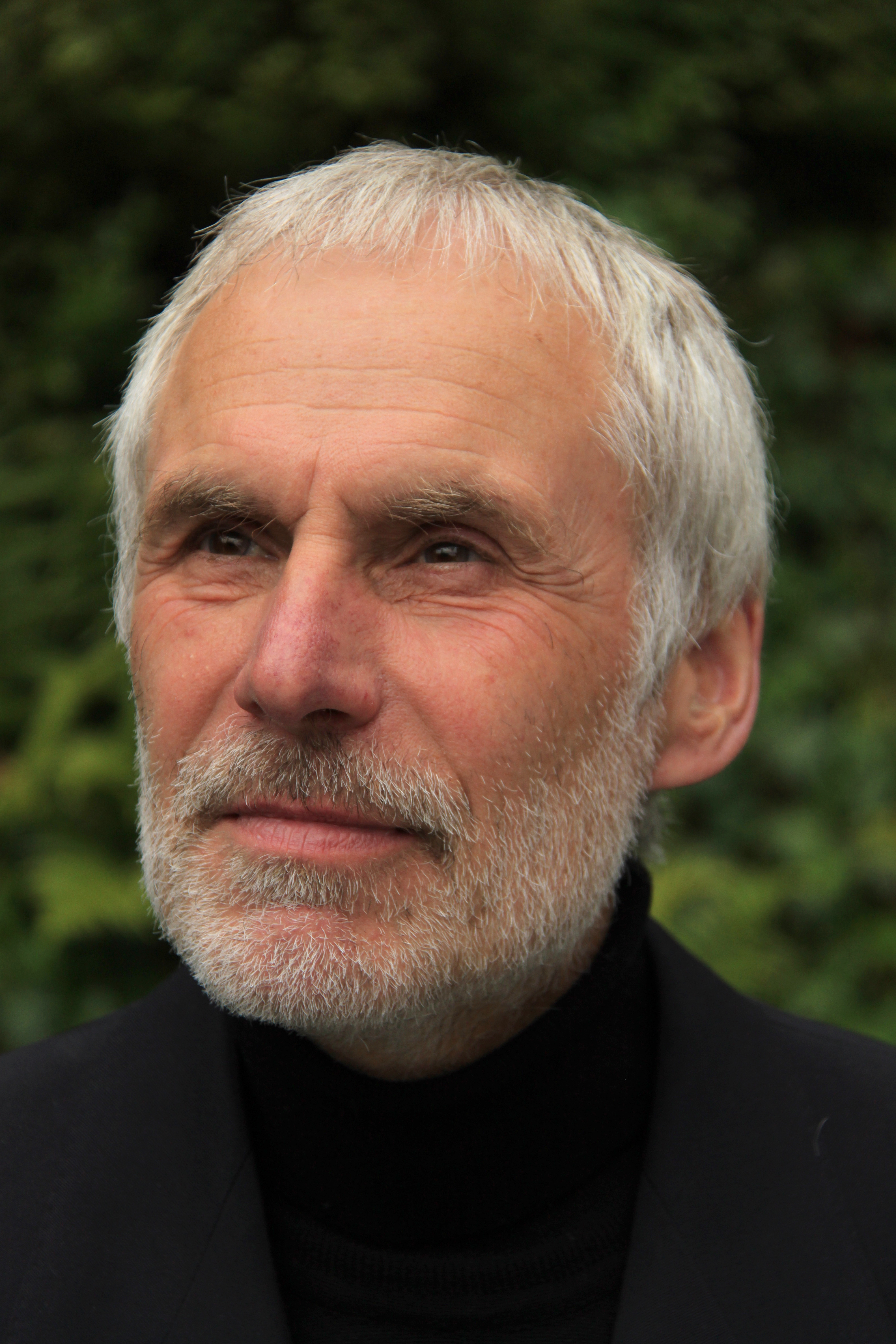

Ulrich Rützel (* 25. Oktober 1944 in Gelsenkirchen-Buer) ist ein deutscher Musikproduzent und Musikverleger, der die Musiklabel Erdenklang und CCn’C (Classical, CrossCulture and Contemporary Music) gründete. Des Weiteren ist er Mitbegründer der Ars Electronica in Linz.

## Leben
Ulrich Rützel (als Produzent und Komponist wird er gelegentlich auch unter dem Namen „Ulli A. Rützel“ erwähnt) begann in den 1960er Jahren sein Berufsleben als Bankkaufmann, arbeitete daneben jedoch schon als Jazzpianist. Rasch wurde er für seine genre-übergreifenden Improvisationen mit Themen der zeitgenössischen Musik sowie des Free Jazz bekannt.
Im Januar 1972 wurde Rützel Produktmanager bei der „BASF Musikproduktion“ in Hamburg, die seinerzeit mit dem Krautrock-Label „Pilz“ (Reihentitel: „Neue deutsche Volksmusik“ – „Kosmische Kuriere“ etc., Rolf-Ulrich Kaiser) sich zu profilieren suchte. Rützel betreute neben diesem musikalischen Neuland auch das bereits renommierte Jazzlabel „MPS“.
1974 wechselte Ulrich Rützel dann zur Phonogram, Labels wie z. B. Charisma (u. a. mit Peter Gabriel) und „20th Century“ (u. a. mit Barry White) standen unter seiner Obhut. Sein musikalischer Hintergrund führte ihn bald zu anderen Aufgaben: Rützel wurde neuer „Staffproducer“ der Hamburger „Phonogram“. Einerseits war er damit zuständig für den Schlagernachwuchs, andererseits aber in der Nachfolge von Siegfried Loch auch für Jazz-Produktionen verantwortlich, beispielsweise mit dem US-Saxofonisten Bobby Stern, dem deutschen Jazzgitarristen Toto Blanke, dem Pianisten Jasper van’t Hof, Chris Hinze und vielen anderen mehr.
Die Entwicklung ging später jedoch in eine andere Richtung: Ende der 1970er Jahre produzierte er dann mit dem österreichischen Musiker Hubert Bognermayr und seiner Symphonic-Rock-Gruppe Eela Craig wiederum im Auftrag der Phonogram die drei für die Entwicklung der populäreren elektronischen Musik in Deutschland bedeutsamen Alben „One Niter“, „Hats of Glass“ und „Missa Universalis“.
Die sehr erfolgreiche Aufführung der „Missa Universalis“ 1978 beim Brucknerfest in Linz ebnete den Weg für die Gründung der Ars Electronica in Linz, zu deren Gründung Hubert Bognermayr und Ulrich Rützel wesentlich beitrugen.
Im Oktober 1981 gründete Ulrich Rützel den „Erdenklang Musikverlag“ und das Musiklabel Erdenklang, das sich anfangs nur der „computerakustischen Musik“ widmete. In den folgenden Jahren gründete Rützel andere Labels wie beispielsweise das „CrossCulture“ und „CCn’C“, die beide sowohl Weltmusik als auch zeitgenössische Musik und Jazz boten.
Nach einer schweren Krankheit verkaufte Ulrich Rützel im Oktober 2005 seine Labels und Verlage an Da Music in Diepholz. Für die Labels Erdenklang und „CCn’C“ war Rützel bis 2010 gleichwohl als Produzent tätig.
Ulrich war mit Julia Rützel (geb. Tombrink, * 25. Januar 1945) verheiratet. Sie starb am † 9. August 2023.

## Bedeutung als Musikproduzent
In den für die spätere Entwicklung entscheidenden Anfangsjahren 1979 und 1980 verantworteten Ulrich Rützel und Hubert Bognermayr sowohl große Teile des Linzer Festival-Programms als auch dessen weltweite PR.
Dieses Eventmanagement zu einem Zeitpunkt, als der Begriff noch lange nicht in Mode war, hatte in Kombination mit der Musikproduzenten-Tätigkeit Rützels nachhaltige Folgen für die Entwicklung der elektronisch basierten Musik. Bereits 1979 beim „Grand Price of Ars Electronica“ wurde der von Peter Vogel in Australien entwickelte Fairlight Musikcomputer erstmals einem größeren internationalen Publikum vorgeführt. Dieses aufwändige (8-Bit-)Rechenmaschine brachte als wesentliche Neuerung die Sampling-Methode hervor, die alle Klänge unserer Welt in einen Computer speichern konnte und sie mittels der Tastatur jederzeit nicht nur einfach abrufbar machte, sondern sie auf jede gewünschte Tonhöhe bringen konnte und formbar machte.
Im Januar 1982 erschien dann auf dem eigens für diese Art von Musik von Ulrich Rützel in Hamburg gegründeten Erdenklang-Label und -Verlag das Album „Erdenklang Computerakustische Klangsinfonie“ der Komponisten Hubert Bognermayr und Harald Zuschrader. In ihren Linernotes zu diesem Album vermerkte Wendy Carlos: „Erdenklang darf nicht mehr ausschließlich als technische, sondern muss weitgehend als musikalische Errungenschaft betrachtet werden. Etwas, worum die elektronische Musik, seit es sie gibt, kämpft.“
Die 1983 erschienene „Bergpredigt – Oratorium für Musikcomputer und Stimmen“ der Komponisten Hubert Bognermayr und Harald Zuschrader verfestigte diese musikhistorische Entwicklung und stellt bis heute einen Meilenstein in der Computermusik dar.
Ebenso bedeutsam war das von Ulrich Rützel initiierte und vom WDR Köln am 25. April 1987 veranstaltete Konzert „Million Bits in Concert“ mit den Elektronik-Musikern Hubert Bognermayr, Harald Zuschrader, Johannes Schmoelling, Kristian Schultze und Matthias Thurow. Hier kamen erstmals verschiedene Computersysteme wie z. B. Fairlight CMI oder PPG Wave in einem Livekonzert zum Einsatz. Auch Mike Oldfield ließ sich von Bognermayr und Zuschrader in diese Technologie einführen und ging mit dem Fairlight CMI und Harald Zuschrader auf Tournee.
Ulrich Rützel öffnete sein anfangs lediglich auf elektronische Musik fokussiertes Labelprogramm bald einer Synthese mit globalen Musikströmungen: Eine Cross-Culture-Musik entstand, die einerseits fast immer auch etwas mit Elektronik zu tun hatte, aber andererseits – von der Biographie Rützels geprägt – aus dem Reichtum der Klassik, des Jazz, des Folk- und ethnischer sowie der mittelalterlichen Musik schöpfte.
Die bekanntesten Aufnahmen auf dem Erdenklang Label waren die mit Hubert Bognermayr und Harald Zuschrader bzw. später deren Blue Chip Orchestra, mit Johannes Schmoelling (ehemals Tangerine Dream), mit der Gruppe Tri Atma, mit Bernward Koch, Erlend Krauser, Michael Hoppé, Irén Lovász, Peeter Vähi, Kirile Loo, die Produktionen mit dem Ensemble Vox (mit Vladimir Ivanoff), das – beeinflusst von Rützel – erstmals Elektronik und mittelalterliche Musik zusammenbrachten. In diese Zeit fielen auch die Veröffentlichungen des Trautonium-Erbauers und -spielers Oskar Sala.
1998 gegründete Rützel das Label CCn’C (Classical, CrossCulture and Contemporary Music), das zahlreiche Schallplattenpreise gewann, unter anderem mit Aufnahmen von Kristjan Järvi und seinem Absolute Ensemble, dem Turtle Island String Quartet, Lee Johnson, Tatiana Grindenko, Mikhail Chekalin, mit dem Ensemble Opus Posth., dem Hulu Project u. v. m.

## Diskografie
Auswahl einiger Produktionen von Ulrich Rützel:
- 1975: Spider’s Dance – Toto Blanke – (Vertigo 6360 623)
- 1975: Virgo – Bobby Stern – (Vertigo 6360 624)
- 1975: Erich Kästner, Lyrik und Jazz – Peter Pasetti – (Philips 6305 252)
- 1976: Libra – Bobby Stern & Head Heart and Hands – (Vertigo 6360 632)
- 1976: Electric Circus – Toto Blanke – (Vertigo 6360 634)
- 1976: One Niter – Eela Craig – (Vertigo 6360 635)
- 1978: Hats Of Glass – Eela Craig – (Vertigo 6360 638)
- 1978: Missa Universalis – Eela Craig – (Philips 6360639)
- 1980: Four Years Before 1984 – Control Company – (Teldec 6.24393)
- 1982: Erdenklang Sinfonie – Hubert Bognermayr & Harald Zuschrader – (Erdenklang 8.25030)
- 1982: Sehnsucht und Einklang – Tri Atma & Gyan Nishabda – (Erdenklang 8.25315)
- 1983: Bergpredigt – Hubert Bognermayr & Harald Zuschrader – (Erdenklang 89006-301)
- 1988: Blue Chip Orchestra – Blue Chip Orchestra – (Erdenklang 971.166)
- 1989: Silent Beauty – Philip Tabane – (Cross Culture 89330)
- 1989: Flowing – Bernward Koch – (Erdenklang 89332)
- 1990: My Fascinating Instrument – Oskar Sala – (Erdenklang 90340)
- 1990: Diadema Hildegard von Bingen – Vox – (Erdenklang 90343)
- 1992: From Spain To Spain – Vox – (Erdenklang 20562)
- 1992: The Path to the Heart of Asia – Peeter Vähi – (Erdenklang 20602)
- 1993: Night Pulsation – Mikhail Chekalin – (Erdenklang 30632)
- 1994: Sorrow And Solitude – Hector Zazou & Penta Leslee Swanson – (Erdenklang 40732)
- 1994: Behind The Crimson Veil – Scarlet Rivera – (Erdenklang 40702)
- 1996: Rosebuds In A Stoneyard – Irén Lovász – (Erdenklang 60892)
- 1997: Subharmonische Mixturen – Oskar Sala – (Erdenklang 70962)
- 1997: White River Red Spirit – Blue Chip Orchestra – (Erdenklang 70992)
- 1998: Supreme Silence – Peeter Vähi – (CCn’C 00182)
- 1999: Lullabies For Husbands – Kirile Loo – (Erdenklang 91062)
- 1999: Café Creole – Amanda – (CCn’C 00592)
- 2000: Night In Galicia – Opus Posth. Tatiana Grindenko – (CCn’C 00802)
- 2000: Wide Is The Danube – Irén Lovász – (CCn’C 00902)
- 2000: Absolute Mix live – Absolute Ensemble Kristjan Järvi – (CCn’C 00702)
- 2001: Come In – Opus Posth. Tatiana Grindenko – (CCn’C 01412)
- 2001: Celestials – Maarika Järvi – (CCn’C 01712)
- 2001: Last Seasons – Mikhail Chekalin – (CCn’C 01612)
- 2002: Train Songs – Spring String Quartet – (CCn’C 02022)
- 2003: Made In Sardinia – Enzo Favata – (CCn’C 02632)
- 2003: Sand Floor Cathedral – Lee Johnson – (CCn’C 02432)
- 2008: Bog Oak – Gerd Bessler – (CCn’C 03272)
- 2010: Die Bergpredigt – Radical Codex – Bognermayr/Zuschrader, Film: Ute Mansel – (Erdenklang/DA music 08155)

## Projekte
Nach 2010 machte sich der inzwischen im Sauerland zurückgezogen lebende Rützel einen Namen mit Klanginstallationen, beispielsweise der interaktiven Erdenklangstraße an einem Wanderweg im sauerländischen Wenholthausen oder der Dauerinstallation „Stahl und Eisen bricht, aber unsere Essel nicht“ im „Dampf-Land-Leute Museum“ in Eslohe.
Ebenfalls im Hochsauerlandkreis initiierte und kuratierte Ulrich Rützel im Frühjahr 2016 ein Kunstprojekt mit dem an seine vorherigen Projekte anknüpfenden Arbeitstitel „Dampflos Digital“, erstmals am katholischen Gymnasium der Benediktiner Meschede. Es ließ Mittelstufen-Schüler die Brüche zwischen industrieller und agrarischer Tradition und kommender Industrieproduktion 4.0 spielerisch erkunden.
Obwohl das Projekt gemeinsam mit der Fachhochschule Südwestfalen und dem nordrhein-westfälischen Zentrum Zukunft durch Innovation (ZDI) begleitet war, wurden die MINT-Fächer dabei zunächst außen vor gelassen und stattdessen interdisziplinäre, kreative Projekte eingerichtet. Der Regensburger Bewusstseinsforscher Thilo Hinterberger ließ beispielsweise die Gehirnwellen von Schülerinnen von einer Choreographin in einen von ihm so genannten „Braindance“ umsetzen. Die international renommierte Elektronikmusikerin und Produzentin Antye Greie-Ripatti entwickelte mit Schülern Apps für ein digitales „Orchester“. Der Journalist und Autor Rainer Jogschies ließ Mittelstufenschüler aus deren Handyfotos ihre erhoffte oder befürchtete Zukunft in dem Workshop Selfies of Tomorrow phantasieren und zu einem kleinen Bühnenstück verarbeiten.